# Kawęczynek (województwo mazowieckie)
Kawęczynek (do 1 stycznia 1997 nosiła nazwę Kawenczynek) – wieś sołecka w Polsce położona w województwie mazowieckim, w powiecie piaseczyńskim, w gminie Konstancin-Jeziorna.
| SIMC    | Nazwa              | Rodzaj    |
| ------- | ------------------ | --------- |
| 1058071 | Głodny Kawenczynek | część wsi |

W latach 1975–1998 miejscowość administracyjnie należała do województwa warszawskiego.